# Benedikt Lechler
Benedikt Lechler (Taufname Johannes * 24. April 1594 in Füssen; † 18. Januar 1659 in Kremsmünster) war ein deutscher Komponist, Lautenist, Musikdirektor und Musikpädagoge des musikalischen Barock.

## Leben und Wirken
Benedikt Lechler, dessen Taufname Johannes war, studierte von 1607 bis 1615 am Jesuitenkolleg in Wien. Als Magister war er Stiftschulmeister und leitete die Abteischule und musikalische Gestaltung im Stift Admont. Er war anschließend Stiftsmusiker im Benediktinerkloster Kremsmünster (1617–1627) und außerdem in den Jahren 1622–1626 Kammerdiener und Lautenist des Prälaten. Im Jahre 1627 legte er die Profess ab, feierte 1629 seine Primiz und war von 1628 bis 1651 Chor- und Musikdirektor. 
1632–1633 reiste er mit einem Mitbruder nach Italien. Stationen waren unter anderem Loreto, die Abtei Montecassino und Rom – dort begegnete er Giacomo Carissimi. 
Auf dieser Reise erhielt er zahlreiche Eindrücke und Anregungen zur Niederschrift seiner umfangreichen Handschriftenbestände des Benediktinerstifts Kremsmünster. Er trug in den Jahren zwischen 1633 und 1650 sowohl eigene Kompositionen als auch ein breites Repertoire des italienischen musikalischen Barock in damals noch seltener Partiturform zusammen, den sogenannten Codices Lechler. Außerdem veranlasste er den Ankauf von zahlreichen Musikalien und Musikinstrumenten und förderte damit entscheidend das Aufblühen der Barockmusik in der Region.
Im Jahre 1642 bekleidete er die Position des Schaffners, wurde 1645 Subprior und Novizenmeister und war schließlich 1651–1657 Prior seines Klosters. 
Außer seinen zahlreichen geistlichen musikalischen Werken war er Verfasser von diplomatischen und stiftsgeschichtlichen Schriften sowie eines verlorengegangenen Tagebuchs (Ephemerides).

## Werke (Auswahl)
- Ave verum für 4-stimmigen Chor und Basso continuo
- Salve regina für Soli, Streicher und Basso continuo
- Cantate virgini für 2 Soprane, 2 Violinen und Basso continuo
- Missa brevis Abusiaca „Füssener Messe“ für Soli, Chor und Basso continuo
- Requiem für 6 Stimmen und Instrumentalbegleitung
- Magnificat für 5 Stimmen
- Messe für 8 Stimmen[3]